# Generično programiranje
Generično programiranje je način programiranja, kjer so postopki napisani v smislu tipov, ki bodo natanno določeni pozneje, in so instancirani šele, ko jih potrebujemo za konkretne tipe. Generični tipi vsebujejo enega ali več tipskih parametrov, ki določajo dejanske tipe, ki so vključeni v definicijo generičnega tipa.

### Generičnost v .NET
Generični tipi so bili dodani v različici 2.0 ogrodja .NET v novembru 2005. V nasprotju z javo so kenerični tipi prvorazredni konstrukti izvajalskega okolja, kar omogoča refleksijo z ogranitvijo generičnih tipov in izognitev nekaterim omejitvam v javi (npr. nezmožnost tvorjenja generičnih tabel). To pomeni tudi, da ni poslabšanja performanc zaradi pretvorb v času izvajanja in običajno dragih pretvorb med vrednostnimi in referenčnimi tipi.
.NET pozna šest vrst omejitev za henerične tipe (z uporabo ključne besede "where"), npr. omejitev na vrednostne tipe, na razrede, na tipe, ki imajo konstruktor, in na tipe, ki implementirajo zahtevane vmesnike.
Spodnji primer prikazije omejitev na tipe, ki implementirajo določen vmesnik (v tem primeru ICompatible<T>, ki je sam generični vmesnik, ki vsebuje isti tipskki parameter T, kot generična metoda "MakeAtLeast<T>"):
```
using
 
System
;

class
 
Sample

{

    
static
 
void
 
Main
()

    
{

        
int
[]
 
array
 
=
 
{
 
0
,
 
1
,
 
2
,
 
3
 
};

        
MakeAtLeast
<
int
>
(
array
,
 
2
);
 
// Sprememba originalne tabele v { 2, 2, 2, 3 }

        
foreach
 
(
int
 
i
 
in
 
array
)

            
Console
.
WriteLine
(
i
);
 
// Izpis rezultata.

        
Console
.
ReadKey
(
true
);

    
}

    
static
 
void
 
MakeAtLeast
<
T
>
(
T
[]
 
list
,
 
T
 
lowest
)
 

        
where
 
T
 
:
 
IComparable
<
T
>

    
{

        
for
 
(
int
 
i
 
=
 
0
;
 
i
 
<
 
list
.
Length
;
 
i
++
)

            
if
 
(
list
[
i
].
CompareTo
(
lowest
)
 
<
 
0
)

                
list
[
i
]
 
=
 
lowest
;

    
}

}

```

Naslednji primer prikazuje definicijo in uporabo generičnega razreda. Pomembna lastnost generikov v .NET je, da so statični elementi instanciirani za vsak konkreten tip, ki se instanciira med izvajanjem programa:
```
    
// Generičen razred

    
public
 
class
 
GenTest
<
T
>

    
{

        
// Statična spremenljivka, ki bo generirana za vsak tip:

        
static
 
CountedInstances
 
OnePerType
 
=
 
new
 
CountedInstances
();

        
// Podatkovno polje, ki je tipa, kot ga določa tipski parameter:

        
private
 
T
 
mT
;

        
// Enostaven konstruktor:

        
public
 
GenTest
(
T
 
pT
)

        
{

            
mT
 
=
 
pT
;

        
}

    
}

    
// Razred:

    
public
 
class
 
CountedInstances

    
{

        
// Statična spremenljivka, ki bo inkrementirana  za vsako instanco:

        
public
 
static
 
int
 
Counter
;

        
// Enostaven konstruktor:

        
public
 
CountedInstances
()

        
{

            
// Inkrementacija števca med instanciacijo (tvorjenjem objekta tega razreda):

            
CountedInstances
.
Counter
++
;

        
}

    
}

  
// Vstopna točka:

  
// Po končani izvedbi bo CountedInstances.Counter = 2

  
GenTest
<
int
>
 
g1
 
=
 
new
 
GenTest
<
int
>
(
1
);

  
GenTest
<
int
>
 
g11
 
=
 
new
 
GenTest
<
int
>
(
11
);

  
GenTest
<
int
>
 
g111
 
=
 
new
 
GenTest
<
int
>
(
111
);

  
GenTest
<
double
>
 
g2
 
=
 
new
 
GenTest
<
double
>
(
1.0
);

```